# Slovak Government Flying Service
Slovak Government Flying Service – słowackie linie lotnicze mające siedzibę w porcie lotniczym Bratysława. Są własnością Ministerstwa Spraw Wewnętrznych Słowacji i zajmują się wykonywaniem lotów na zlecenie rządu do przewozu m.in. najważniejszych osób w państwie. 

## Flota
Flota linii Slovak Government Flying Service na 18 października 2017 roku:
| Samolot     | Zdjęcie | Producent | Wersja       | Liczba sztuk | Uwagi         |
| ----------- | ------- | --------- | ------------ | ------------ | ------------- |
| Fokker 100  |         | Holandia  | Fokker 100   | 2            | OM-BYB OM-BYC |
| Airbus A319 |         | Francja   | A319-115(CJ) | 2            | OM-BYA OM-BYK |